# نووسمولنکا
نووسمولنکا (به لاتین: Novosmolenka) یک منطقهٔ مسکونی در روسیه است که در سرزمین آلتای واقع شده‌است.